# 利瑟

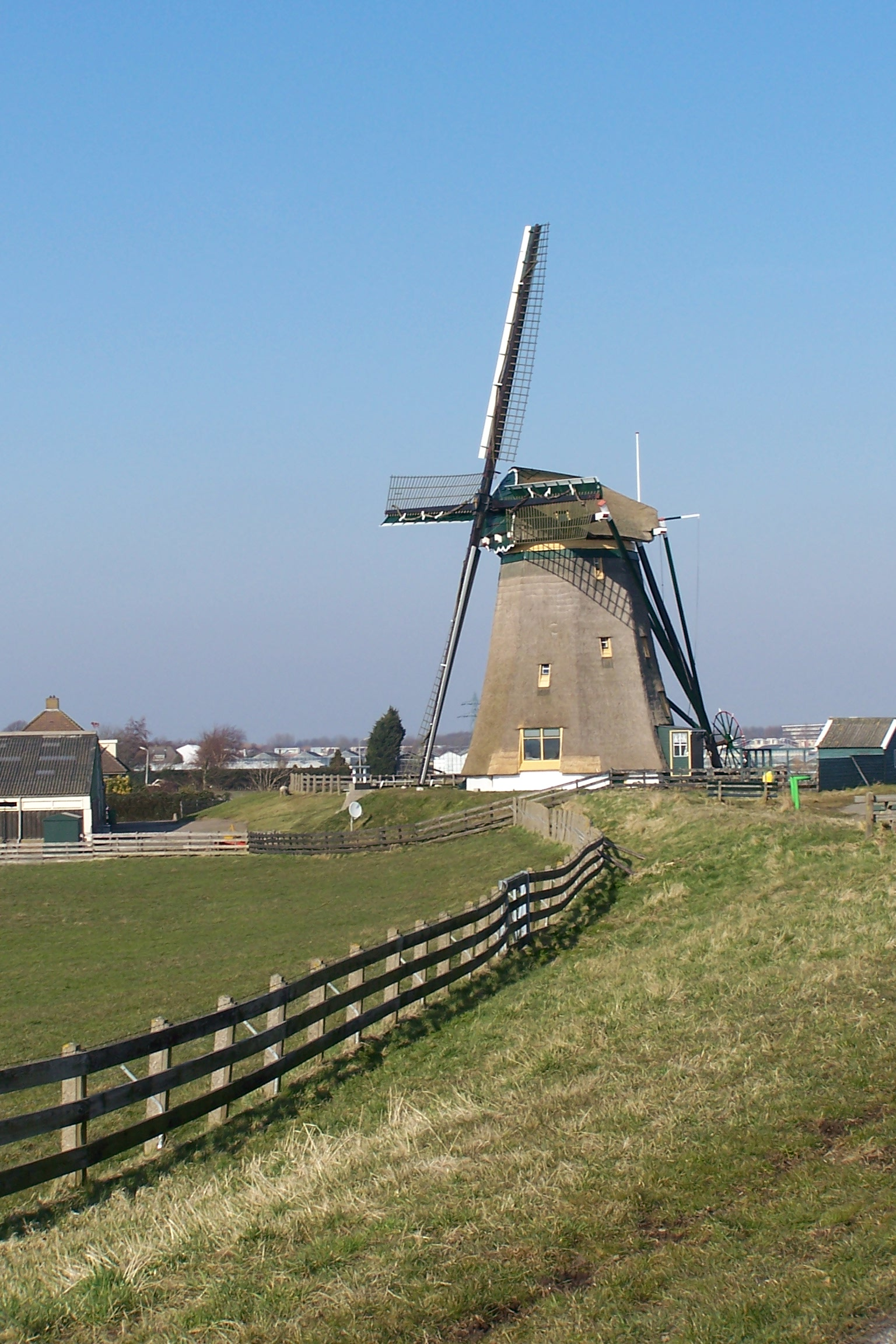
利瑟的风车磨坊

利瑟（荷蘭語：Lisse，荷蘭語：[ˈlɪsə] ⓘ）是荷兰南荷兰省的一个市镇。该市镇辖区16.11 km²，其中0.41 km²为水面。其人口为21864（2006年11月1日，来源：CBS）。